# Nachum Sokolow

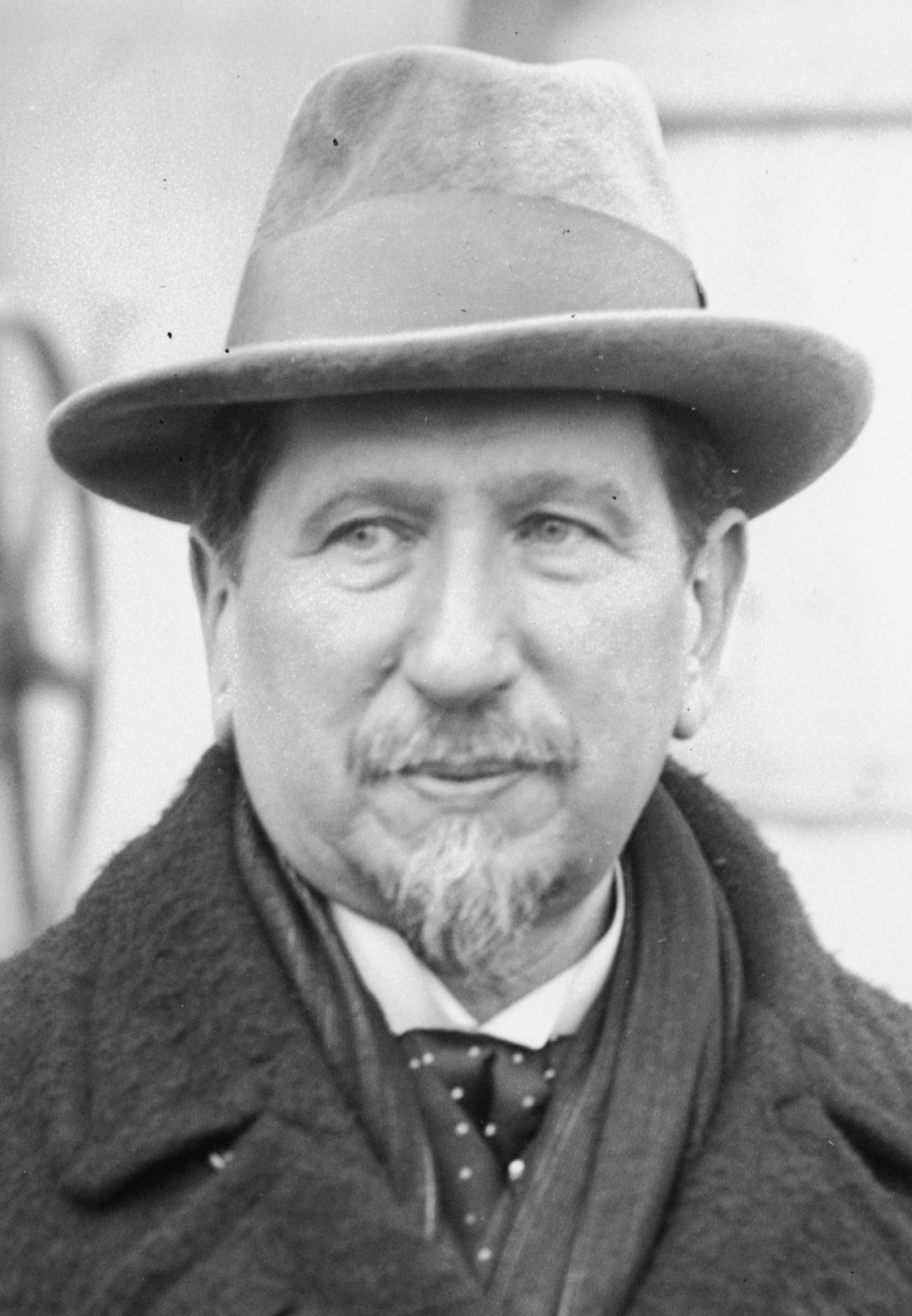
Nachum Sokolow um 1922

Nachum ben Josef Samuel Sokolow (auch Nahum und Sokolof, hebräisch נחום סוקולוב; geboren 10. Januar 1859 in Wyszogród bei Plozk, Russisches Kaiserreich; gestorben 17. Mai 1936 in London) war Präsident der Zionistischen Weltorganisation, Pionier des modernen hebräischen Journalismus und hebräischer Schriftsteller.

## Leben
Sokolow wurde in eine Rabbinerfamilie in Wyszogród in Polen (damals Russisches Kaiserreich) geboren. Er war ein vollendeter Sprachenkenner und sprach Deutsch, Französisch, Englisch, Italienisch, Spanisch, Hebräisch, Jiddisch, Polnisch und Russisch. Als 17-Jähriger begann er für die hebräische Zeitung Ha-Zefira ("Der Alarm") von Chajim Slonimski in Warschau zu schreiben. Ihm gelang das einmalige Kunststück, Anhänger aus den unterschiedlichsten Lagern zu begeistern, von säkularen Intellektuellen bis hin zu anti-Haskala-Orthodoxen. Er erhielt eine eigene Kolumne und wurde später Chefredakteur und Miteigentümer der Zeitung.
Obwohl Sokolow fast alle Artikel für Ha-Tzefirah selbst schrieb, hatte er noch Zeit und Energie, sich anderen Projekten zu widmen. Er trug zu verschiedenen Zeitschriften bei, gab eine Zeit lang eine polnische Zeitung (Izraelita) für die jüdische Gemeinde in Warschau heraus und ein jiddisches Periodikum. Er schrieb Gedichte, Geschichten und Essays. Zwischen 1885 und 1894 erschienen sechs Bände seiner hebräischen Jahresschrift HeAsif, die großen Einfluss auf die Wiederbelebung des Hebräischen hatte. 1900 bis 1906 gab er ein weiteres Jahrbuch heraus, Sefer HaSchana (Warschau). 
Sokolow engagierte sich, obwohl zunächst ein Gegner des "politischen" Zionismus, seit 1897 für den Zionismus, gehörte während des ersten Zionistenkongresses zur hebräischen Literaturkommission (gemeinsam mit Elieser Ben Jehuda, Marcus Ehrenpreis, Achad Ha'am, Armand Kaminka), wurde nach Herzls Tod 1905 Generalsekretär der Zionistischen Organisation in Köln, redigierte zeitweilig die Welt, darüber hinaus das von ihm gemeinsam mit David Wolffsohn gegründete hebräische Zentralorgan der Bewegung Haolam ("Die Welt") und wurde 1906 der Generalsekretär der WZC. In den folgenden Jahren bereiste er Europa und Nordamerika (z. B. 1909 Konstantinopel mit Wolffsohn), um für die zionistische Sache zu streiten. 1911 wurde er auf dem 10. Zionistenkongress in Basel in das "Engere Actions-Comité" gewählt (gemeinsam mit Otto Warburg, Schemarjahu Levin und Arthur Hantke). Er übersiedelte damals nach Berlin und blieb hier bis zum Beginn des Weltkrieges. Als einer der Hauptkämpfer für die Wiedergeburt der hebräischen Sprache war Sokolow der erste, der auf einer zionistischen Konferenz Hebräisch sprach. Auf Basis seines Antrages wurde die hebräische Sprache auch als offizielle Sprache der Organisation anerkannt.
Bei Ausbruch des Ersten Weltkriegs hatte er Deutschland verlassen und kam über Kopenhagen, Den Haag, Paris schließlich nach London. Nach Gesprächen mit Chaim Weizmann und Sokolow erklärte 1917 der britische Außenminister Balfour in der Balfour-Deklaration die grundsätzliche Zustimmung Großbritanniens zur Errichtung einer "nationalen Heimstätte" des jüdischen Volkes in Palästina.
Sokolow verhandelte mit vielen führenden politischen Persönlichkeiten, und es gelang ihm, bei den Regierungen Frankreichs und Italiens die Zustimmung zur Balfour-Deklaration zu erlangen. Sokolow hat auch wiederholt mit dem Vatikan verhandelt und wurde 1917 von Papst Benedikt XV. empfangen, dem er die Ziele der zionistischen Bewegung ausführlich erklären konnte. Während der Friedensverhandlungen wurde Sokolow Präsident des Comité des Délégations Juives und wirkte bei der Anerkennung der jüdischen Minderheitsrechte in den verschiedenen Friedensverträgen mit. Zustimmungsbekundungen vieler Regierungen (Polen, Rumänien, Südafrika, sogar des amerikanischen Parlaments) zur Gründung der jüdischen Heimstätte in Palästina sind direkt auf Sokolows Wirken zurückzuführen.
1920–1931 war Sokolow Präsident der zionistischen Exekutive (Vorläufer der Jewish Agency, ha-sochnut ha-jehudit, gegründet 11. August 1929), seit 1921 Präsident aller Zionistenkongresse, von 1931 (Rücktritt Weizmanns auf dem 17. Zionistenkongress in Basel wegen des Passfield-Weissbuchs) bis 1935 Präsident der Zionistischen Weltorganisation (WZO); sein Vorgänger und Nachfolger auf diesem Posten war Chaim Weizmann. Als Weizmann 1935 in sein Amt zurückkehrte, wurde Sokolow zum Ehrenpräsidenten der WZO ernannt. Er wurde Vorsitzender der neu gegründeten Kulturabteilung, erhielt aber keine ausreichenden finanziellen Mittel, um seine Programme auszuführen. So kehrte er zur Schriftstellerei zurück und sammelte Geld für den Keren Hajessod.
Sokolow war ein überaus produktiver Autor und Übersetzer. Sein schriftstellerisches Werk ist so umfangreich und behandelt so viele verschiedene Themen, dass sich sein Schriftstellerkollege Chaim Nachman Bialik einmal zu der Bemerkung veranlasst sah, man würde dreihundert Kamele brauchen, um alles, was Sokolow jemals geschrieben habe, an einen Ort zu transportieren. Zu seinen Arbeiten gehören eine dreibändige Geschichte Baruch Spinozas und seiner Zeit (Baruch Spinoza usemanno, London 1929) sowie zahlreiche weitere Biographien. Er übersetzte Theodor Herzls zionistischen Roman "Altneuland" unter dem Titel "Tel Aviv" ("Frühlingshügel") ins Hebräische und war damit gewissermaßen der Namensgeber der israelischen Großstadt, der ersten jüdischen Stadt im modernen Eretz Israel. 1918 veröffentlichte Nachum Sokolow seine "Geschichte des Zionismus", eine zweibändige englische Studie über die westlichen Wurzeln der zionistischen Idee (mit Grußworten des damaligen französischen Außenministers Pichon und Lord Balfours, vollständige Übersetzung des ersten Bandes durch Stefan Hofer, des zweiten Bandes durch Lothar Hofmann).
Im Jahre 1956 wurden Sokolows Gebeine nach Jerusalem überführt. Der israelische "Sokolow-Preis" für Literatur und der Kibbuz Sde Nahum sind nach ihm benannt.

## Weitere Werke Sokolows (Auswahl)
- mekuze erez ("Grundlagen des Erdballs", Lehrbuch der physikalischen Geographie), Warschau 1878
- sin'at olam le'am olam (Geschichte des Antisemitismus), Warschau 1882
- zaddik wenissgaw (historische Novelle über Jomtow Lipmann Heller), Warschau 1882
- thorath sefath anglith, Warschau 1882
- erez chemda (über die Geographie Palästinas), Warschau 1885
- sefer sikkaron (bio-bibliographisches Lexikon zeitgenössischer jüdischer Schriftsteller), Warschau 1889
- Lehrbuch der englischen Sprache (in jiddisch, 16. Aufl. 1904)
- Ausgewählte Schriften, Warschau 1912
- ha'ani hakibuzzi ("Das Kollektiv-Ich"), New York 1930